# Endotrachealtub

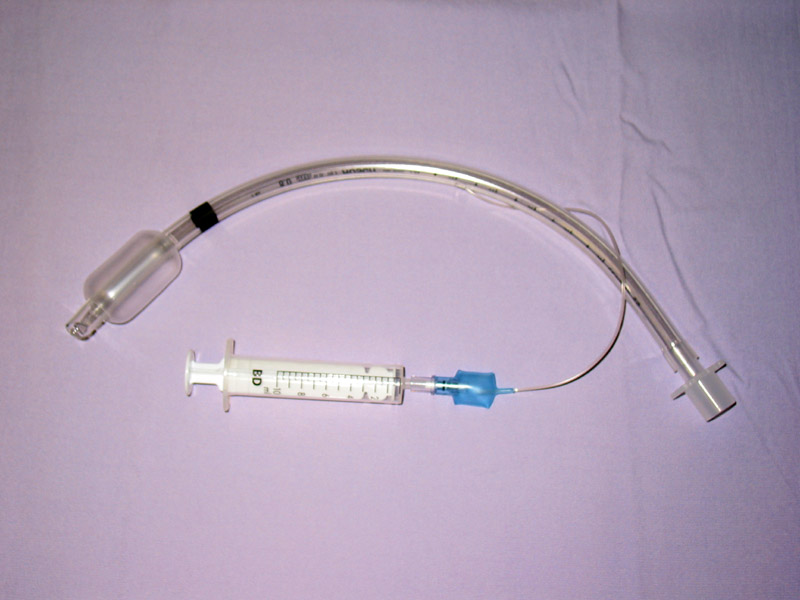
En endotrachealtub med kuff

Endotrachealtub (även endotrakealtub eller i dagligt tal tub) är en mjuk slang i plast som används i medicinska sammanhang för att föras ned i halsen via munnen eller näsan för att skapa en fri luftväg. Processen kallas intubation och tubens namn är härlett från trachea, det latinska namnet för luftstrupe.